# Eden Prairie
Eden Prarie är en stad i Hennepin County i delstaten Minnesota i USA, belägen vid floderna Minnesotafloden, uppströms från sammanflödet med Mississippifloden. Den är förort till Minneapolis, och tillhör storstadsområdet Minneapolis-Saint Paul. År 2010 uppgick invånarna till 60 797 i antalet.

### Fotnoter
1. ↑  ”Eden Prairie city, Minnesota” (på engelska). American Factfinder. 14 mars 2010. Arkiverad från originalet den 12 februari 2020. https://archive.today/20200212234526/http://factfinder.census.gov/faces/nav/jsf/pages/community_facts.xhtml. Läst 9 november 2015.